# Поморие (община)
Община Поморие се намира в Югоизточна България и е една от съставните общини на област Бургас.

## География

### Географско положение, граници, големина
Общината попада в североизточната част на област Бургас. С площта си от 413,189 km² заема 10-о място сред 13-те общини на областта, което съставлява 5,33% от територията на областта. Границите ѝ са следните:
- на запад – община Бургас, община Айтос и община Руен;
- на север – община Долни чифлик в област Варна;
- на изток – община Несебър;
- на югоизток – Черно море.

### Релеф, води, климат, природни забележителности
Релефът на общината е предимно равнинен. Южната третина попада в североизточната част на Бургаската низина, а централната е заета от широките и плоски долини на реките Ахелой и Хаджийска. Между Бургаската низина на юг и долините на двете реки се простират най-източните и югоизточни разклонения на Айтоска планина (част от Източна Стара планина) с най-висока точка връх Мандабаир (340 m), разположен южно от село Косовец.
Северната четвъртина на общината има ниско- и среднопланински релеф. Тук се простират средните части на Еминска планина (също част от Източна Стара планина) с най-висока точка връх Бальова чука (524 m), разположен северозападно от село Козичино.
Цялата територия на общината попада към Черноморския водосборен басейн. Основните реки са две: на юг Хаджийска река и Ахелой, а най-северната част се отводнява от река Двойница, която води началото си западно от село Козичино. На Хаджийска река е изграден големия язовир „Порой“, като в общината попада само „опашката му“, на река Ахелой – язовир Ахелой. Водите на двата язовира се използват предимно за напояване. Освен тях в цялата община се стопанисват още 7 микроязовира. Друг голям воден басейн в общината е Поморийското езеро, което представлява лагуна с естествен произход. Отделено е от морето с естествена пясъчна коса, а в южната си част има изкуствен свързващ го канал с морето. В южната му част се добива лечебна кал, а в северната – добив на сол. Освен това езерото е важно орнитологично място.
Климатът е умереноконтинентален със засилено влияние на Черно море. Климатичните условия се характеризират с продължително слънцегреене (до 2360 часа годишно) и средна юлска температура на въздуха и водата – 23,6 °С. Поради бавното изстиване на морската вода есента е топла и продължителна, като средната есенна температура е 20,5 °С. Снеговалежите са минимални, като снегът се задържа не повече от 5 – 7 дни.
Плажната ивица на общината е уникална поради финия черен пясък, който е типичен само за този регион. Морското дъно пред бреговата линия е полегато и почти равно.
- Блатно кокиче – защитена местност, площ 2 ха; разположена край с. Горица
- Корията – природна забележителност, площ 20 ха, разположена край с. Гълъбец

### Флора и фауна

#### Флора
Горският фонд заема площ от 20% от територията на района. Първостепенно значение имат общините Айтос и Руен, които попадат в пояса на равнинно-хълмистите дъбови гори. Преобладаващи дървесни видове със стопанско предназначение са: черен бор, бял бор, благун, цер, зимен дъб, космат дъб, източен бук, габър, липа, акация. Специфично за района е, че на територията на община Айтос, местността Трите Братя се намира единственото в България находище на бодливо сграбиче.

#### Фауна
Фауната в района е с подчертано разнообразие, както по отношение на бозайниците, така и по отношение на птиците. Срещат се най-много диви свине, вълци, лисици, сърни и елени, а по полето – зайци, невестулки, таралежи. От влечугите се срещат змии и гущери.
Източноевропейският небесен друм – „Виа понтика“ на прелетните птици минава през Поморийското езеро, което е естествено място за гнездене на прелетни птици в голяма гама и разнообразие. Районът на гр. Айтос също е пункт от пътя на птиците. Напролет горите се изпълват с пойни птици – славеи, скорци, дроздове, кукувици. Единствено тук се среща редкият за страната вид черен бързолет. От врабчетата най-срещани са домашното врабче, полското врабче, овесарки (сива жълта, черноглава), разпространени са масово зърноядните птици като щиглици, зеленушки и конопарчета и много други. Тук обитават още пъдпъдъкът, гургулицата, чучулигата, яребицата, фазанът. Орелът се среща все по-рядко. Гнездови находища на белоопашат мишелов са установени между Айтос и Лясково, а на малък креслив орел – край Айтос. Между селата Мъглен и Съдиево е наблюдаван и черен щъркел в гнездовия му период.

### Населени места
Общината се състои от 17 населени места. Списък на населените места, подредени по азбучен ред, население и площ на землищата им:
| Населено място | Пребр. на населението през 2021 г. | Площ на землището (в км2) | Забележка (старо име)                                      | Населено място | Пребр. на населението през 2021 г. | Площ на землището (в км2) | Забележка (старо име)           |
| Александрово   | 96                                 | 11,093                    | Кара кая (до 1880 г.)                                      | Каменар        | 353                                | 10,573                    | Аликария, Алекария (до 1934 г.) |
| Ахелой         | 2339                               | 13,200                    | Чимос (до 1934 г.), Чимово (от 1934 г. до 1960 г.)         | Козичино       | 144                                | 98,368                    | Еркеч (до 1934 г.)              |
| Бата           | 943                                | 30,194                    | Батаджик (до 1934 г.)                                      | Косовец        | 223                                | 6,757                     | Кос кьой (до 1934 г.)           |
| Белодол        | 410                                | 13,282                    | Емир кьой (до 1934 г.), Емирско (от 1934 г. до 1980 г.)    | Лъка           | 295                                | 213,617                   | Ески паслии (до 1934 г.)        |
| Габерово       | 549                                | 8,142                     | Гюрген кьой (до 1934 г.), Габерево (от 1934 г. 1966 до г.) | Медово         | 359                                | 15,702                    | Балджи кьой (до 1880 г.)        |
| Горица         | 669                                | 36,395                    | Орман (до 1889 г.)                                         | Поморие        | 12 329                             | 49,879                    | Анхиало (до 1934 г.)            |
| Гълъбец        | 1181                               | 13,264                    | Татар кьой (до 1934 г.)                                    | Порой          | 822                                | 16,991                    | Копаран (до 1934 г.)            |
| Дъбник         | 735                                | 7,457                     | Осман кьой (до 1934 г.)                                    | Страцин        | 1232                               | 15,761                    | Ахлии (до 1934 г.)              |
| Каблешково     | 2727                               | 52,514                    | Даутлии (до 1934 г.)                                       | ОБЩО           | 25406                              | 413,189                   | няма населени места без землища |

## Административно-териториални промени
- през 1880 г. – с. Кара кая е преименувано на с. Александрово без административен акт;

– с. Балджи кьой е преименувано на с. Медово без административен акт;
- през 1888 г. – изселено с. Палазлар;
- през 1889 г. – изселено с. Лопачлар;
- Указ № 239/обн. 13.05.1889 г. – преименува с. Орман на с. Горица;
- през 1893 г. – изселено с. Кедеклер;
- Указ № 162/обн. 08.04.1931 г. – признава н.м. Харманите за м. Харманите;
- МЗ № 2820/обн. 14.08.1934 г. – преименува с. Батаджик на с. Бата;

– преименува с. Кехманлък на с. Божур;
– преименува с. Гюрген кьой на с. Габерево;
– преименува с. Татар кьой на с. Гълъбец;
– преименува с. Калгамач на с. Доброван;
– преименува с. Осман кьой на с. Дъбник;
– преименува с. Емир кьой на с. Емирово;
– преименува с. Даутлии на с. Каблешково;
– преименува с. Аликария (Алекария) на с. Каменар;
– преименува с. Еркеч на с. Козичино;
– преименува с. Ески паслии на с. Лъка;
– преименува гр. Анхиало на гр. Поморие;
– преименува с. Копаран на с. Порой;
– преименува с. Ахлии на с. Страцин;
– преименува с. Чимос на с. Чимово;
- МЗ № 3775/обн. 07.12.1934 г. – преименува с. Кос кьой на с. Косовец;
- между 1946 и 1956 г. – с. Божур, заличено без административен акт;
- указ № 169/обн. 10.05.1960 г. – преименува с. Чимово на с. Ахелой;
- Указ № 516/Обн. 22.12.1961 г. – присъеденява м. Харманите като квартал на гр. Поморие;
- Указ № 5/Обн. 8 януари 1963 г. – заличава с. Доброван;
- Указ № 960/обн. 4 януари 1966 г. – осъвременява името на с. Габерево на с. Габерово;
- Указ № 829/обн. 29.08.1969 г. – признава с. Каблешково за гр. Каблешково;
- Указ № 519/обн. ДВ бр.26/01.04.1980 г. – преименува с. Емирово на с. Белодол;
- Реш МС № 4/обн. 20 януари 2009 г. – признава с. Ахелой за гр. Ахелой.
- на 29 юни 2022 с. Каменар става кв. Каменар.

## Население
Население на община Поморие през годините, според данни на НСИ:
| Година    | 2010   | 2011   | 2012   | 2013   | 2014   | 2015   | 2016   | 2017   | 2018   | 2019   | 2020   | 2021   | 2022   | 2023   |
| Население | 27 171 | 27 530 | 27 539 | 27 611 | 27 623 | 27 473 | 27 399 | 27 273 | 27 233 | 27 263 | 27 791 | 27 839 | 25 509 | 26 102 |

### Раждаемост, смъртност и естествен прираст
Раждаемост, смъртност и естествен прираст през годините, според данни на НСИ:
|                   | 2008 | 2009 | 2010 | 2011 | 2012 | 2013 | 2014 | 2015 | 2016 | 2017 | 2018 | 2019 | 2020 | 2021 | 2022 | 2023 |
| Раждаемост        | 327  | 323  | 240  | 281  | 275  | 268  | 283  | 252  | 235  | 240  | 228  | 257  | 251  | 216  | 185  | 232  |
| Смъртност         | 366  | 345  | 330  | 355  | 362  | 334  | 396  | 396  | 368  | 393  | 383  | 401  | 404  | 489  | 426  | 376  |
| Естествен прираст | -39  | -22  | -90  | -74  | -87  | -66  | -113 | -144 | -133 | -153 | -155 | -144 | -153 | -273 | -241 | -144 |

Коефициент на раждаемост, смъртност и естествен прираст през годините, според данни на НСИ (средно на 1000 души, в ‰):
|                   | 2008 | 2009 | 2010 | 2011 | 2012 | 2013 | 2014 | 2015 | 2016 | 2017 | 2018 | 2019 | 2020 | 2021 | 2022 | 2023 |
| Раждаемост        | 11.9 | 11.7 | 8.8  | 10.2 | 10.0 | 9.7  | 10.2 | 9.2  | 8.6  | 8.8  | 8.4  | 9.4  | 9.0  | 7.8  | 7.3  | 8.9  |
| Смъртност         | 13.3 | 12.5 | 12.1 | 12.9 | 13.1 | 12.1 | 14.3 | 14.4 | 13.4 | 14.4 | 14.1 | 14.7 | 14.5 | 17.6 | 16.7 | 14.4 |
| Естествен прираст | -1.4 | -0.8 | -3.3 | -2.7 | -3.1 | -2.4 | -4.1 | -5.2 | -4.8 | -5.6 | -5.7 | -5.3 | -5.5 | -9.8 | -9.4 | -5.5 |

### Етнически състав
Преброяване на населението през 2011 г.
Численост и дял на етническите групи според преброяването на населението през 2011 г., по населени места (подредени по численост на населението):
| Населено място | Численост | Численост | Численост | Численост | Численост | Численост            | Численост     | Населено място | Дял (в %) | Дял (в %) | Дял (в %) | Дял (в %) | Дял (в %)            | Дял (в %)     |
| Населено място | Общо      | Българи   | Турци     | Цигани    | Други     | Не се само-определят | Не отговорили | Населено място | Българи   | Турци     | Цигани    | Други     | Не се само-определят | Не отговорили |
| Общо           | 27658     | 17992     | 4947      | 1307      | 176       | 101                  | 3135          | 100.00         | 65.05     | 17.88     | 4.72      | 0.63      | 0.36                 | 11.33         |
| -------------- | --------- | --------- | --------- | --------- | --------- | -------------------- | ------------- | -------------- | --------- | --------- | --------- | --------- | -------------------- | ------------- |
| Поморие        | 14409     | 10781     | 1834      | 7         | 78        | 40                   | 839           | Поморие        | 79.39     | 13.50     | 0.05      | 0.57      | 0.29                 | 6.17          |
| Каблешково     | 2926      | 1989      | 14        | 816       | 13        | 5                    | 89            | Каблешково     | 67.97     | 0.47      | 27.88     | 0.44      | 0.17                 | 3.04          |
| Ахелой         | 2469      | 2299      | 23        | 25        | 11        | 3                    | 108           | Ахелой         | 93.11     | 0.93      | 1.01      | 0.44      | 0.12                 | 4.37          |
| Страцин        | 1257      | 338       | 295       |           |           |                      | 619           | Страцин        | 26.88     | 23.46     |           |           |                      | 49.24         |
| Гълъбец        | 1253      | 432       | 398       |           |           | 29                   | 389           | Гълъбец        | 34.47     | 31.76     |           |           | 2.31                 | 31.04         |
| Бата           | 1117      | 358       | 7         | 203       | 0         | 4                    | 475           | Бата           | 32.05     | 0.62      | 18.17     | 0.00      | 0.35                 | 42.52         |
| Порой          | 905       | 303       | 430       | 113       |           |                      | 53            | Порой          | 33.48     | 47.51     | 12.48     |           |                      | 5.85          |
| Горица         | 864       | 474       | 43        | 0         |           |                      | 329           | Горица         | 54.86     | 4.97      | 0.00      |           |                      | 38.07         |
| Дъбник         | 775       |           | 626       | 0         |           | 4                    | 142           | Дъбник         |           | 80.77     | 0.00      |           | 0.51                 | 18.32         |
| Габерово       | 555       |           | 517       | 0         |           |                      | 33            | Габерово       |           | 93.15     | 0.00      |           |                      | 5.94          |
| Белодол        | 463       | 7         | 453       |           |           |                      | 1             | Белодол        | 1.51      | 97.84     |           |           |                      | 0.21          |
| Медово         | 398       | 207       | 35        | 136       |           |                      | 6             | Медово         | 52.01     | 8.79      | 34.17     |           |                      | 1.50          |
| Каменар        | 349       | 297       |           |           | 25        |                      | 25            | Каменар        | 85.10     |           |           | 7.16      |                      | 7.16          |
| Косовец        | 231       | 9         | 201       | 0         | 0         | 0                    | 21            | Косовец        | 3.89      | 87.01     | 0.00      | 0.00      | 0.00                 | 9.09          |
| Козичино       | 212       | 207       | 0         | 0         | 5         | 0                    | 0             | Козичино       | 97.64     | 0.00      | 0.00      | 2.35      | 0.00                 | 0.00          |
| Лъка           | 203       | 192       | 0         | 0         | 9         | 0                    | 2             | Лъка           | 94.58     | 0.00      | 0.00      | 4.43      | 0.00                 | 0.98          |
| Александрово   | 102       | 95        |           | 0         |           | 0                    | 4             | Александрово   | 93.13     |           | 0.00      |           | 0.00                 | 3.92          |

## Политика

### Общински съвет
Състав на общинския съвет, избиран на местните избори през годините: 
| Партия или сдружение | 2007    | 2011    | 2015    | 2019    |
| Избирателна активност по време на изборите | 67,53 % | 64,57 % | 65,25 % | 51,87 % |
| Общ брой места | 21      | 21      | 21      | 21      |
| --- | ------- | ------- | ------- | ------- |
| ГЕРБ | 3       | 9       | 8       | 10      |
| Движение за права и свободи | 10      | 4       | 5       | 6       |
| Българска социалистическа партия | 3       | 2       | 2       | 3       |
| Местна коалиция „Движение Гергьовден-Воля“ |         |         |         | 2       |
| Коалиция „Бъдеще Народен съюз – ВМРО“ |         |         | 2       |         |
| Реформаторски блок |         |         | 2       |         |
| Национален фронт за спасение на България |         |         | 1       |         |
| Партия на зелените |         |         | 1       |         |
| Ред, законност и справедливост |         | 2       |         |         |
| Национално движение „Симеон Втори“ | 2       | 2       |         |         |
| Политическо движение „Социалдемократи“ | 3       | 2       |         |         |
| Коалиция „Заедно за община Поморие“ (Съюз на демократичните сили, Съюз на свободните демократи, Демократи за силна България, ВМРО – Българско национално движение, Движение „Гергьовден“) | 2       |         |         |         |

## Образование
| Училища                                     | Детски градини                                                                                        |
| ------------------------------------------- | --- |
| СУ „Иван Вазов“, гр. Поморие                | Център за подкрепа на личностно развитие – Общински детски комплекс, гр. Поморие (ЦПЛР – ОДК Поморие) |
| ПГТ „Алеко Константинов“, гр. Поморие       | ДГ „Детелина“, гр. Поморие                                                                            |
| ОУ „Христо Ботев“, гр. Поморие              | ДГ „Веселушко“, гр. Поморие                                                                           |
| ОУ „Христо Ботев“, с. Бата                  | ДГ „Слънчо“, гр. Поморие                                                                              |
| ОУ „Христо Ботев“, гр. Ахелой               | ДГ „Теменуга“, гр. Ахелой                                                                             |
| ОУ „Св. Паисий Хилендарски“, гр. Каблешково | ДГ „Радост“, гр. Каблешково                                                                           |
| ОУ „Отец Паисий“, с. Страцин                | ДГ „Сребърно звънче“, с. Страцин                                                                      |
| ОУ „Георги С. Раковски“, с. Гълъбец         | ДГ „Детски свят“, с. Гълъбец                                                                          |
| ОУ „Елин Пелин“, с. Дъбник                  | ДГ „Мир“, с. Дъбник                                                                                   |
| ОУ „Св. св. Кирил и Методий“, с. Порой      | |
| ОУ „Христо Ботев“, с. Горица                | |
| НУ „Константин Величков“, с. Габерово       | |

## Здравеопазване
● Многопрофилна болница за активно лечение (МБАЛ) Поморие – адрес: 8200 Поморие, ул. „Парашкев Стоянов“ 1;
● Специализирана болница за рехабилитация – Национален комплекс (СБРНК) – филиал Поморие – адрес: 8200 гр. Поморие, ул. „Проф. Парашкев Стоянов“ 7;
● Болнична база за лечение, рехабилитация и профилактика – „Св. Георги Победоносец“ (ББЛРП) – гр. Поморие – адрес: 8200 гр. Поморие, ул. „Проф. Парашкев Стоянов“ 12;
● Център „Свети Георги“ – адрес: 8200 Поморие, ул. „Търговска“ 5 

## Политика

### Награди за Община Поморие
- Победител в категория „Паркове и градска среда“, раздел „средни общини“, в онлайн конкурса „Кмет на годината, 2017“. Приз за кмета Иван Алексиев за опазване и разширяване на зелените системи и превръщането им в любимо място за отдих.

## Икономика
Структуроопределящ отрасъл е туризмът. Важни други отрасли са традиционните за местното население лозарство, винарство, риболов и солодобив.

## Туризъм
В Поморие е изграден санаториум, в който целогодишно се лекуват заболявания на опорно-двигателния апарат, гинекологични, хирургически и травматични, кожни, периферни нервни, неспецифични заболявания на двигателните органи, сърдечно-съдови, чернодоробни и др.
- Къмпинги – „Ахелой“
- Селски и екотуризъм – с. Горица, с. Бата, с. Козичино, с. Гълъбец
- Балнеотуризъм: калолечение – гр. Поморие, минерални извори – гр. Поморие и с. Медово.

### Културно-исторически паметници
Един от най-интересните културни обекти безспорно е Античната куполна гробница край Поморие. Датировката на паметника се отнася за II-IV в. Изследователите са на мнение, че обектът е по-скоро хероон (мавзолей), в който са се извършвали и религиозни ритуали, чрез които се е отдавала почит към мъртвите. Уникалната архитектура е съчетание на римска и тракийска строителна традиция. Мавзолеят е най-късният представител на тракийските куполни гробници. Обектът е паметник на културата от национално значение.
Музеят на солта в град Поморие е единствен не само в България, и но и в цяла Източна Европа. Открит е през септември 2002 г. и е посветен на един от най-старите запазени поминъци в района на Поморие – солодобива. Уникалното е, че посетителите имат възможност да видят на живо как протичат всички технологични процеси и да се докоснат до традициите на местните жители.
Козарева могила край град Каблешково е също уникален обект. Представлява праисторическа селищна могила и некропол от V хилядолетие пр. Хр. По мнението на археолозите е и най-големият некропол от тази епоха на юг от Стара планина.
Най-старата сграда в града, пощадена от многобройните пожари, изпепелявали не един път Анхиало, е църквата „Преображение Господне“. Строена е през 60-те години на XVIII в. с материали от крепостната стена на Средновековния Анхиало. Църквата е с уникален иконостас. Съхраняваните в храма икони са от края на XVIII в. и първата половина на XIX в., но има отделни образци от края на XVII в. Църквата е художествен паметник на културата с местно значение.
Сградата на Исторически музей – Поморие е строена в периода между 1885 и 1895 г. с финансовите средства на благодетелката Фотини Карианди и в нея първоначално се е помещавало гръцко девическо училище. Тя е архитектурен паметник с местно значение.
Архитектурен резерват „Стари поморийски къщи“ е ансамблов паметник. Къщите представят облика на традиционна градска черноморска къща от ΧΙΧ в.
Православният храм „Рождество Богородично“ е построен през 1890 г. от първомайстор Генчо Кънев. През 1959 г. църквата е основно преустроена. Изографисана е от художниците Н. Ростовцев, К. Йорданов и А. Сорокин, а иконостасът е дело на К. Кошаревски.
Православният мъжки манастир „Св. Георги“ е забележителен паметник, съхранил духа на възрожденската епоха от средата на ΧΙΧ в. В манастирската църква се съхраняват ценни образци на иконографското изкуство, а храмовата икона с изображението на светеца патрон има славата на чудотворна.
Църквата „Св. Архангел Михаил“ в с. Горица е от 1856 г. и е художествен паметник.
Църквата „Св. Параскева (Петка)“ в с. Козичино е от 1848 г. и също е художествен паметник.

## Транспорт
През общината преминават частично 4 пътя от Републиканската пътна мрежа на България с обща дължина 55,6 km:
- участък от 16,2 km от Републикански път I-9 (от km 208,6 до km 224,8);
- участък от 17,7 km от Републикански път III-906 (от km 43,5 до km 61,2);
- участък от 8,3 km от Републикански път III-2085 (от km 20,9 до km 29,2);
- последният участък от 13,4 km от Републикански път III-6009 (от km 14,6 до km 28,0).

## Топографски карти
- Лист от карта K-35-43. Мащаб: 1 : 100 000.
- Лист от карта K-35-44. Мащаб: 1 : 100 000.
- Лист от карта K-35-55. Мащаб: 1 : 100 000.
- Лист от карта K-35-56. Мащаб: 1 : 100 000.

## Побратимени градове
- град Поморие: Горoдец и Троицк (Русия), Неоаонхиало (Гърция), Енидже (Турция);
- град Ахелой: Аяк (Унгария). [10]